# Матильда Гантінгдонська
Матильда (Мод) Гантінгдонська (англ. Maud of Huntingdon 1074–1130) — шотландська принцеса, королева-консорт Шотландії. Дочка Вальтеофа, останнього англосаксонського Ерла Нортумбрії, і дружина шотландського короля Давида I. Шлюб Матильди і Давида I мав значні наслідки для зовнішньої політики шотландського королівства і заклав передумови гострого англо-шотландського протистояння в кінці XII — першій половині XIII століть.

## Біографія
Матильда була єдиною дочкою Вальтеофа, графа Нортумбрії, і Юдіт Лансської, дочки Ламберта II, графа Ланса, і Аделаїди Нормандської, сестри Вільгельма Завойовника. У 1075 році Вальтеоф став одним з організаторів повстання трьох графів проти англійського короля, після поразки якого був страчений, а його титули і володіння конфісковані. Проте пізніше король Вільгельм II визнав за нею титул графині Гантінгдон. 
У 1090 році Матильда була видана в шлюб із Симоном де Санлісом, графом Нортгемптоном, з яким раніше відмовилася одружитися її мати Юдіт Лансська. Симон де Санліс був наближеником короля Вільгельма II і отримав в результаті цього шлюбу значну частину колишніх володінь Вальтеофа в Середній і Східній Англії.
Симон де Санліс помер в 1109 році. Через чотири роки Матильда стала дружиною шотландського принца Давида, молодшого брата короля Олександра I. Давид виховувався при англійському дворі в традиціях нормандської феодальної культури і був головним знаряддям впливу англонормандської монархії в Шотландії. Під тиском короля Генріха I Давид отримав від свого брата в повне володіння значну частину Південної Шотландії, включаючи Лотіан, долину Клайда і Кумбрії. У це князівство стала швидко проникати англо-нормандська культура і звичаї, а також англійська мова. Зв'язок Давида з Англією ще більше зміцнився в 1113 році, коли він одружився з Матильдою. Володіння Матильди в Гантінгдонширі, Нортгемптонширі, Бедфордширі, Кембриджширі і ще шести графствах Англії перейшли під контроль Давида. Шлюб з Матильдою зробив Давида одним з найбільших магнатів Англії, а її походження від Вальтеофа дало йому підстави претендувати і на велике графство Нортумбрия в північній частині країни. У 1124 році після смерті Олександра I Давид був коронований королем Шотландії, а Матильда стала шотландською королевою.
Політичні наслідки шлюбу Давида і Матильди проявилися повністю вже після смерті Матильди, що сталася, згідно з повідомленнями Іоанна Фордунського, в 1130 році. В користування дітей Матильди від першого шлюбу, її володіння і титул графині Гантінгдонської були збережені за Давидом I, в союзі з яким потребував англійський король Генріх I. В результаті королі Шотландії, починаючи з Давида I, виявилися глибоко залученими у внутрішньополітичне життя Англії. Будучи власниками величезних володінь в Середній Англії, вони були васалами англійських королів, що при нечіткості формулювань оммажу створювало небезпечний привід для претензій на сюзеренітет над самою Шотландією. З іншого боку, права нащадків Матильди і Симона де Санліс часто використовували англійські монархи для тиску на шотландських королів: титул графа Гантінгдон і супутні йому середньоанглійські землі періодично конфісковували і передавали представникам роду Санліс, що провокувало нові витки англо-шотландського дипломатичного і військового протистояння. Ще одним аспектом наслідків шлюбу Матильди і Давида I стало тісне знайомство короля і його наступників з середньоанглійською знаттю і лицарством. Надалі вихідці з Нортгемптонширу, Гантінгдонширу, Кембриджширу та інших графств Середньої Англії в масовому порядку наділялися землями в Шотландії, посилюючи англонормандський характер нової шотландської феодальної аристократії.

## Родина
1 Чоловік (з 1090) — Симон де Санліс, 1-й граф Нортгемптона.
Діти: 
- Матильда де Санліс — одружена з Робертом Фітц-Річардом (1064—1136), молодшим братом Гілберта де Клера, засновника дому де Клер;
- Симон де Санліс (пом. В 1153 році) —  2-й граф Нортгемптон, граф Гантінгдон;
- Вальтеоф Святий (бл. 1095—1159) — абат монастиря Мелроуз в Шотландії.

Чоловік 2 (з 1113) — з Давид I, король Шотландії.
Діти:
- Генріх (1114—1152) — граф Гантінгдоні, батько шотландських королів Малкольма IV і Вільгельма I Лева.

## Образ в культурі
Матильда Гантінгдонська, її батьки і її перший шлюб є головними дійовими особами і подіями історичних романів сучасної британської письменниці Елізабет Чедвік:
- «Зимова мантія» (англ. The Winter Mantle)б що вийшов у 2002 році;
- «The Falcons of Montabard» (виданий у 2002 році).

## література
- Іоанн Фордунський. Chronica gentis Scotorum.
- Duncan, AAM Scotland: Making of the Kingdom. — Edinburgh, 1975, ISBN 978-0-901824-83-7
- Мак-Кензі, А. Народження Шотландії. — СПб, 2003. ISBN 5-8071-0120-0